# Állami Artistaképző Intézet

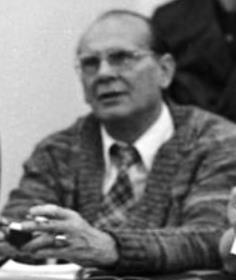
Baross Imre igazgató, az iskola névadója

A Baross Imre Artistaképző Intézet Előadó-művészeti Szakgimnázium, Gimnázium, Technikum és Alapfokú Táncművészeti Iskola (rövidítve: Artistaképző Intézet Szakgimnázium, Artistaképző, BIAK) jogelődje az  Állami Artistaképző Intézet, a magyar cirkuszművészeket képző oktatási intézmény, ahol az első évfolyam 1951 januárjában indult néhány fős tanári karral egy budapesti belvárosi bérház első emeletén lévő tánciskola termeiben, az V. kerület Arany János utca 34-ben. Az iskola 1980 óta intézet, amelynek fenntartója a Nemzeti Artista- Előadó- és Cirkuszművészeti Központ Nonprofit Kft. (korábban: Magyar Cirkusz és Varieté Nonprofit Kft. rövidítve: MACIVA).

## Története

### Alapítása
Az Állami Artistaképző Intézet 1950 decemberében nyitotta meg kapuit mint Állami Artistaképző Iskola. Az első évfolyam 1951 januárjában indult egy belvárosi bérház első emeletén lévő tánciskola termeiben, az V. ker. Arany János utca 34.-ben. Kicsiny helyiségben működő iskola volt a magja a magyar artistaművész-képzés központjának. 1973-ban készült el az iskola mai Városligeti fasori épülete, ahol jól felszerelt tornateremben gyakorolhatnak a tanulók.
A korábban az Oktatási Minisztérium fenntartásában működő iskolát 2007. szeptember 1-től az intézmény fenntartói felügyeletét az Oktatási és Kulturális Minisztériumtól a Magyar Cirkusz és Varieté Kht. vette át (jelenleg Nemzeti Artista- Előadó- és Cirkuszművészeti Központ Nonprofit Kft.), Fővárosi Nagycirkusz vette át.
Az artistaképző iskola létrehozásában komoly érdemei voltak az iskola első igazgatójának, Baross Imrének, aki egészen 1986-ban bekövetkezett haláláig állt az intézet élén, emiatt a fenntartó az ő személyét választotta az iskola névadójának.
Több mint húsz éven át volt Baross Imre közvetlen munkatársa, Aszalós Károly az Intézet tanára, aki Baross Imre halála után 1986-tól lett az Intézet igazgatója. Az iskola tanárai között olyan híres előadóművészek és sportolók is voltak, mint Hortobágyi Károly, a 8 Faludi ugródeszkaszám megalkotója, Pataki Ferenc olimpiai bajnok tornász, Gács Rezső „Rodolfó” nemzetközi hírű bűvész, Markos József „Alfonzó” és Szilágyi György humorista is.
Az elmúlt évtizedek alatt az Intézet jelentős változáson ment át, de a tantestületet komoly művészi pályafutással rendelkezik továbbra is. Artisták, torna szakedzők, valamint tánc-, zene- és pantomimművészek a tanárok. Ma már Baross Imre Artistaképző Intézet Előadó-művészeti Szakgimnázium, Gimnázium, Technikum és Alapfokú Táncművészeti Iskola néven működik. Ma már évente több mint 170 artistanövendék, 35 tanár irányításával készül választott pályájára. A cirkuszművészek utánpótlás-nevelését az intézmény egyedüliként látja el az állami intézményrendszerben. Különlegessége, hogy párhuzamos szakmai oktatást valósít meg, ami azt jelenti, hogy a felvételt nyert diákok egyszerre tanulják a közismereti (magyar, matematika, idegen nyelv) valamint a cirkuszszakmai tantárgyakat (akrobatika, zsonglőr, egyensúly, levegő). A szakgimnáziumi oktatási rendszernek köszönhetően az érettségi évében a diákok érettségi vizsgát tesznek, majd a következő éveben artista szakmai vizsgára készülnek fel. Az oktatást segítik az intézmény telephelyi is, mint a Hungária Művésztelep (Hungária Cirkuszcsarnok), amelyben a Fővárosi Nagycirkusz porondjával azonos méretű gyakorlómanézst alakítottak ki, ami mellett 132 fős nézőtér is van.
Az intézmény 2016-ban a békéscsabai Színitanház tagintézménnyel bővült. A Színitanház – az 1992-ben elindított színészképzés mellett – a magyar színházi piacon hiány- és háttérszakmák képzésére, igazi gyakorlati tudást nyújtani jött létre. A Színitanház elsősorban érettségire épülő képesítést nyújt, de a 2018/2019-es tanévtől lehetőség van általános iskolát végzettek számára szakgimnáziumi keretek között ARTISTA és TÁNCOS képzésre is.
A 2020/2021-es tanévtől az oktOpus Multimédia Intézet tagintézményként csatlakozik az Artistaképző Intézethez. 1994 nyarán mint magániskola kezdte el működését és a középfokú. hangmester elnevezésű szakma képzését dolgozta ki. Később tovább bővítve tevékenységét és a multimédia kapcsolódó területein (hang, kép, számítástechnika) eligazodó szakemberek képzését tűzte ki célul.
Az Artistaképző az új tanévre egy olyan intézmény lett, amelynek célja a cirkuszi és színházi szakmai képzés, és az ahhoz kapcsolódó közismereti képzés.

## Szakmák, tagozatok

### Korábban tanult, már nem tanulható szakmák
Az intézmény fő profilja az artistaképzés, azonban a múltban több tanfolyamot és képzést bevezetett.
Aszalós Károly, Baross Imrével együtt megszervezte és vezette a: 
- manökenképzést
- kaszkadőrök képesítési rendszerét
- varietétáncképzést.

#### Manökentanfolyamok
A manökenek tevékenységét eleinte nem ismerték el foglalkozásként. Magyarországon először az Állami Artistaképző Intézetben vezették be a fotómodell és manöken képzést. Többszintű válogatások után vették fel a jelentkezőket. Előírás volt, hogy a jelentkezőknek minimum 170 centiméter magasnak kellett lenniük. Egy-egy tanfolyam létszáma körülbelül 30 fő volt. A tanfolyamokon sminkelést, dzsesszbalettet, színészmesterséget és színpadi mozgást tanítottak, Jeszenszky Endre koreográfus, valamint Szirmai Béla is oktatott.
A manökenek, modellek hosszú időn keresztül itt végezték el a foglalkozásukhoz szükséges szakmai tanfolyamot, itt kaptak oklevelet a sikeres vizsga esetén.
A Magyar Divatintézet kitalálta, hogy …írassa rendes iskolába manökenjeit az őket foglalkoztató Magyar Hirdető. Kézenfekvő választásnak bizonyult a Balettintézet, ahol aztán három hónapos képzés keretében okították a profi és a kezdő modelleket az intézmény tanárai, mit is lehet kezdeni a kifutón hosszú percekig egy esernyővel, hogyan kell elegánsan leülni, lépdelni. A könnyed mozgású gazellákat némileg megzavarta a tananyag: a spicchez és leszorított kézfejekhez szokott szigorú oktatók feszes balerinává próbálták faragni tanítványaikat. A legvidámabb barakk divatvilágának első és egyetlen „szakképzése" eleinte mindenképp sokkolta a - szezonban napi két-három bemutatót, több reklámfilmet és fotózást is bonyolító - profi modelleket, hisz hivatalos iskola híján már rég kitanulták a szakmát a francia újhullámos filmekből. Profi módon jártak, sminkeltek, fésülködtek, Brigitte Bardot után szabadon.

#### Kaszkadőrképzés
Az 1980-as években az intézmény vezetői felismerték, hogy nincs országosan elismert és irányított kaszkadőr képzés. Az akkoriban rendezett magyar és külföldi filmekben magyar kaszkadőrcsoport működött közre, de nem rendelkeztek erre jogosító végzettséggel. Ezért jött az ötlet, hogy dolgozzák ki a kaszkadőr képzés vizsga- és oktatási rendszerét. A jelentkezőknek gyalogos, levegő, lovas és autós mutatványokat kellett bemutatni. Hivatalosan minősített kaszkadőrök: Pintér Tamás, Unger Béla, Kivés György, Piroch Gábor. Filmográfiájában szerepel a Kalózok szigete, a Titanic (1996), a Múmia (1998), a Kleopátra (1998), az Én, a kém (2001). „A cirkusz és a film világa nagyon közel van egymáshoz, hiszen az első kaszkadőrök a manézsból kerültek a kamera elé…”

#### Varietétáncos képzés
Az artistanövendékek táncoktatása már egészen korán elkezdődött. Szovjet mintára balett alapú oktatás zajlott az iskolában. Az órát főként az intézmény testvérintézménye a Balettintézet koreográfusai és mesteri tartották. Szirmai Béla, aki 1958–1974 között volt az iskola koreográfusa segített a produkciókat színpadra alkalmazni. Feladata volt, a Fővárosi Nagycirkusz tánckarának irányítása. A rendszerváltás előtt a MACIVA az utazó cirkuszok és a Fővárosi Nagycirkusz előadásai mellett revüszínházat és varieté műsorokat is szervezett.
A varieté zenés, táncos, szórakoztató műsor, a nagyvárosok életéhez tartozik. Átmenet a cirkusz és a kabaré között. A műsorszámok rendkívül változatosak, erre utal maga a varieté elnevezés is.
A varieté állandó szereplői
- a bűvészek,
- az akrobaták,
- a táncosok és
- az énekesek.

### Jelenleg tanulható szakmák

#### Artistaképzés
A vándorcirkuszok államosításának évében több mint 100 diák felvételizett. 

„1959 Akkoriban még egyáltalán nem hasonlított az iskola a mostanira. Nem volt cipőnk, ruhánk, a kellékeket magunknak készítettük, a szálkás karikák véresre sebezték a kezünk. Olyan alacsony volt a plafon, hogy egy-egy szaltó közben bevertük magunkat a mennyezetbe. Sok tanár felkészületlen volt, bár az alapokat mi is ott tanultuk. Sokszor éhesek voltunk, lyukas cipőinket újságpapírral tömtük ki, de nagyon hittünk abban amit csinálunk, és a rossz körülmények csak erősítettek, hogy még jobbak legyünk. Teli hassal nem is lehet olyan jó gyakorlatokat csinálni.”

–  Csikasz János és Steiner Ilona

Ma már jobbak a körülmények: egy Városligeti fasori épületben jól felszerelt tornateremben gyakorolhatnak a gyerekek, tanáraik közül többen nagy névnek számítanak a szakmában. Itt tanított például Rodolfó.
Jelenleg az iskola növendékei szakgimnáziumi rendszerben tanulnak. A képzés hossza 9 éves 5 éves, valamint 2 éves. Az 5.-től a 8. évfolyamon tanulók az „előkészítő” foglalkozásokon, alapozó képzésben, a 9. évfolyamtól pedig felzárkóztató oktatásban vesznek részt. Később az általános tantárgyak mellett a választott szakterületükön, magas óraszámban, célirányos felkészítésben részesülnek.
Az iskola növendékei a szakma elvárásainak megfelelően egyéb előadó-művészeti oktatásban is részesülnek, táncos és színész kifejezési formát is tanulnak. Az oktatás részét képezi a színvonalas szakmai gyakorlati fellépések sora. A szakmai gyakorlati képzés fontos mozzanata a nemzetközi fesztiválokon, főként a Budapest Nemzetközi Cirkuszfesztiválon történő bemutatkozás.

#### Bohóc-és pantomim képzés
Az 1970-es években volt utoljára bohócképzés az Artistaképzőben. Hosszú idő után 2017-ben ismét indult. Érettségire épülő 2 éves képzésben képzésben a kiválasztott növendékek tananyaga akrobatika-, tánc- és zeneórák, pantomim és minden, ami a szakmához kapcsolódik, a sminkeléstől a kosztümtervezésig. Az újraindulást követően az első bohóc-évfolyam tagjai „Tadam Csoport” néven tavasszal Odesszából, a Comediada Clown and Mime Festival nemzetközi seregszemléről a Legjobb Rendezés és Forgatókönyv díját hozták haza. Az osztály két vezető tanára: Greifenstein János és Méhes Csaba.

#### Színészképzés
A Színitanház a budapesti Baross Imre Artistaképző Intézet Előadó-művészeti Szakgimnázium békéscsabai tagintézményeként működik. Elsősorban érettségire épülő OKJ képesítést nyújt, de a 2018/2019-es tanévtől lehetőség van általános iskolát végzettek számára szakgimnáziumi keretek között is tanulni. A képzés a Békéscsabai Jókai Színház és a Békéscsabai Napsugár Bábszínház mellett az anyaintézményben (Artistaképző Intézet), ill. a Fővárosi Nagycirkusz területén is zajlik. Az országban egyedülálló módon a gyakorlati oktatás neves színházi és cirkuszi szakemberek / rendezők, koreográfusok, tervezők, műszaki szakemberek / irányításával a Jókai Színház, a Szarvasi Víziszinház, a Cirkusz produkcióiban, és a Napsugár Bábszínház kivitelezési munkálatainak asszisztálásával „élesben” valósul meg. A 2020/21-es tanévben színészképzés budapesti és békéscsabai telephelyen is elindult.

#### Táncos képzés
A szakokon – a szigorúan vett szakmai képzés mellett – többek között esztétikát, dráma- és színháztörténetet, dramaturgiát, művészettörténetet, hangképzést, beszédtechnikát, éneket, táncot és színpadi mozgást, díszlet-és jelmeztörténetet lehet tanulni, színpadtechnikát, anyagismeretet, elektrotechnikát, videotechnikát és hangtechnikát tanulnak a felvételt nyert hallgatók.
A Színitanház tanulói folyamatosan a gyakorlatban hasznosítják az elméleti tudnivalókat, a cél az, hogy olyan színházi szakembereket neveljenek ki, akik önállóan is képesek saját területükön tevékenykedni, minden színházi rendszerben vagy akár a TV – film-és rendezvényiparban is megállják a későbbiekben a helyüket. A képzések összhangban állnak az európai képzési normákkal, így végzett diákjaink számára az elhelyezkedés a külföldi helyszíneken sem lehetetlen.

#### Háttérszakmák
Az iskolában az előadóművészeti szakmák mellett háttérszakmákat is lehet tanulni. Ezeket az anyaintézmény két tagintézményben lehet a Artistaképző Intézet Szakgimnázium SZÍNITANHÁZ Tagintézményében és a oktOpus Multimédia Intézet Tagintézményben elsajátítani.

## Az Intézet igazgatói
- Baross Imre (1950-1986)
- Aszalós Károly (1986-1989)
- Murainé Szakáts Ildikó (1989-2007)
- Domonkosné Görög Mária (2007-2012)
- Oláh Miklós[10](2012-2015)
- Murainé Szakáts Ildikó (2015-2020)
- Kovács Gábor Dénes (2020-